# Lino Zecchini
Lino Zecchini (San Martino di Castrozza, 8 dicembre 1928) è un ex sciatore alpino italiano.

## Biografia
Nato nel 1928 a San Martino di Castrozza, in Trentino, ha iniziato a praticare lo sci alpino già dall'età di 6 anni.
A 27 anni ha preso parte ai Giochi olimpici di Cortina d'Ampezzo 1956, nella discesa libera, non concludendo la prova per una squalifica.